# Кальсой
Кальсой (фар. Kalsoy) — один із островів в північній частині Фарерського архіпелагу, розташований між островами Естурой та Куной.

## Орнітологія
На острові гніздяться деякі види морських птахів
- Качурка морська — 5000 пар
- Тупик атлантичний — 40000 пар
- Чистун арктичний — 200 пар

## Галерея

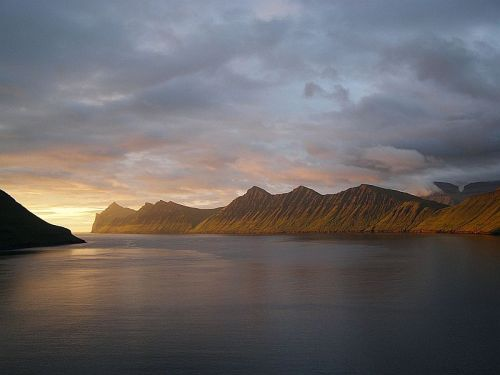
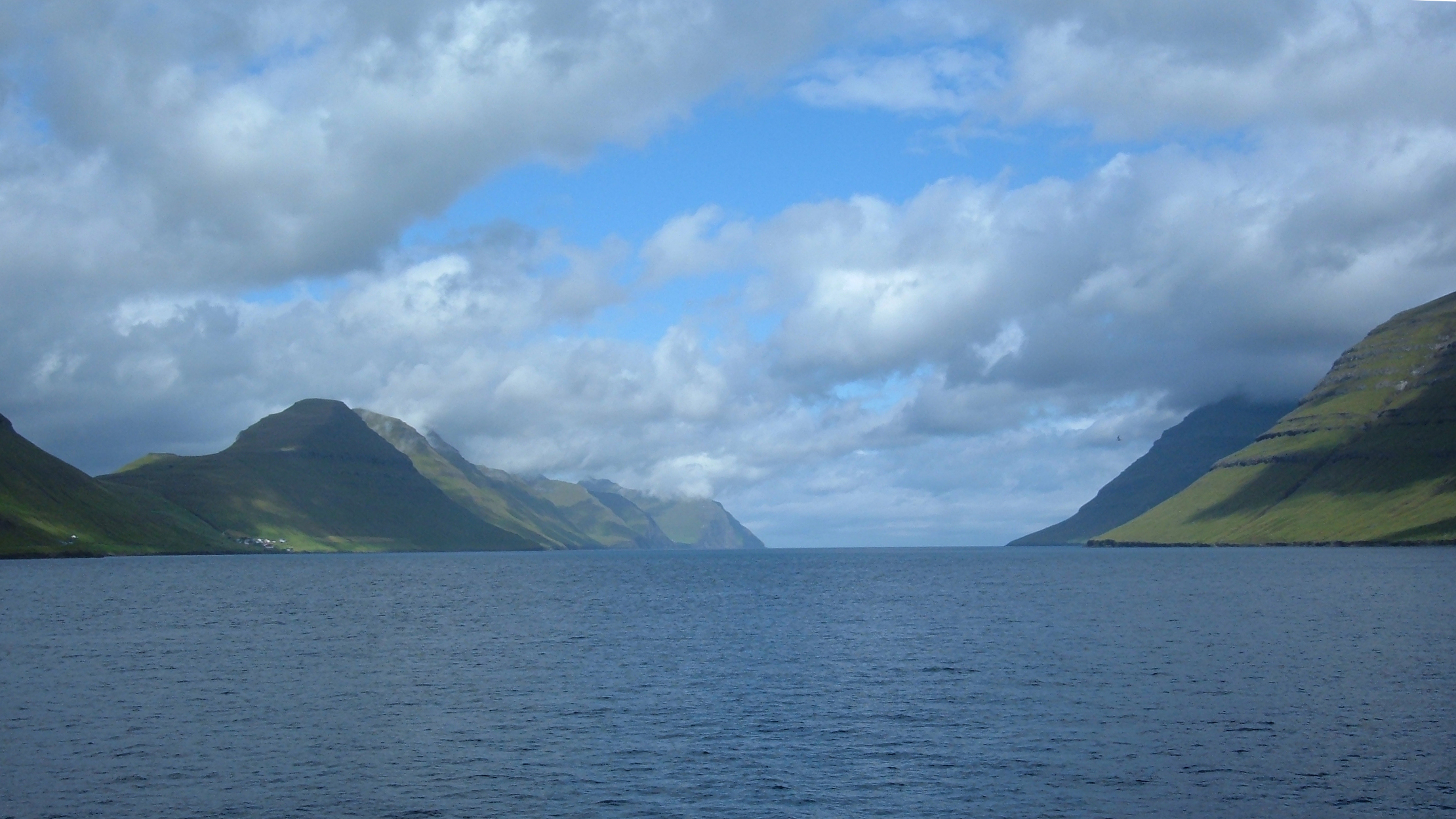
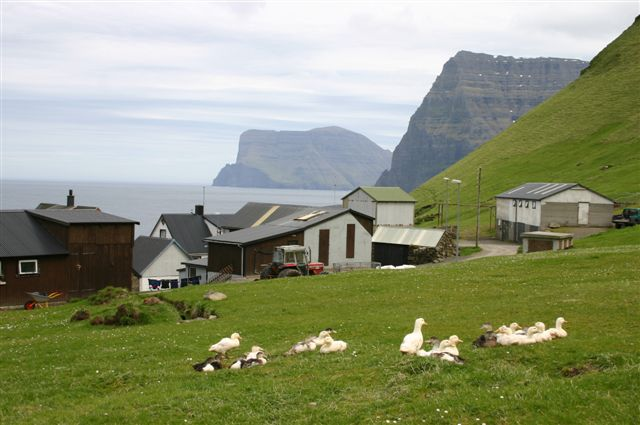
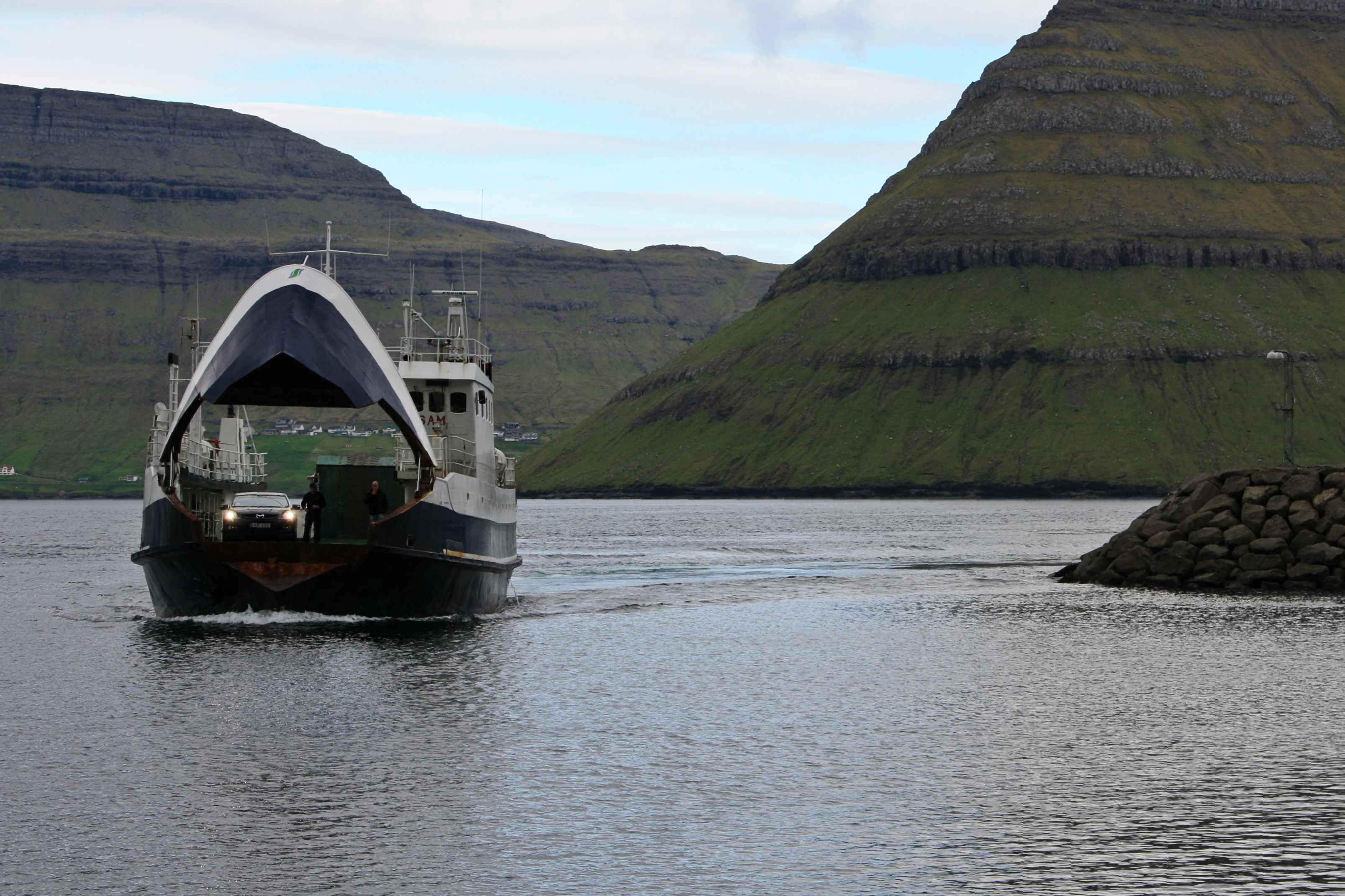
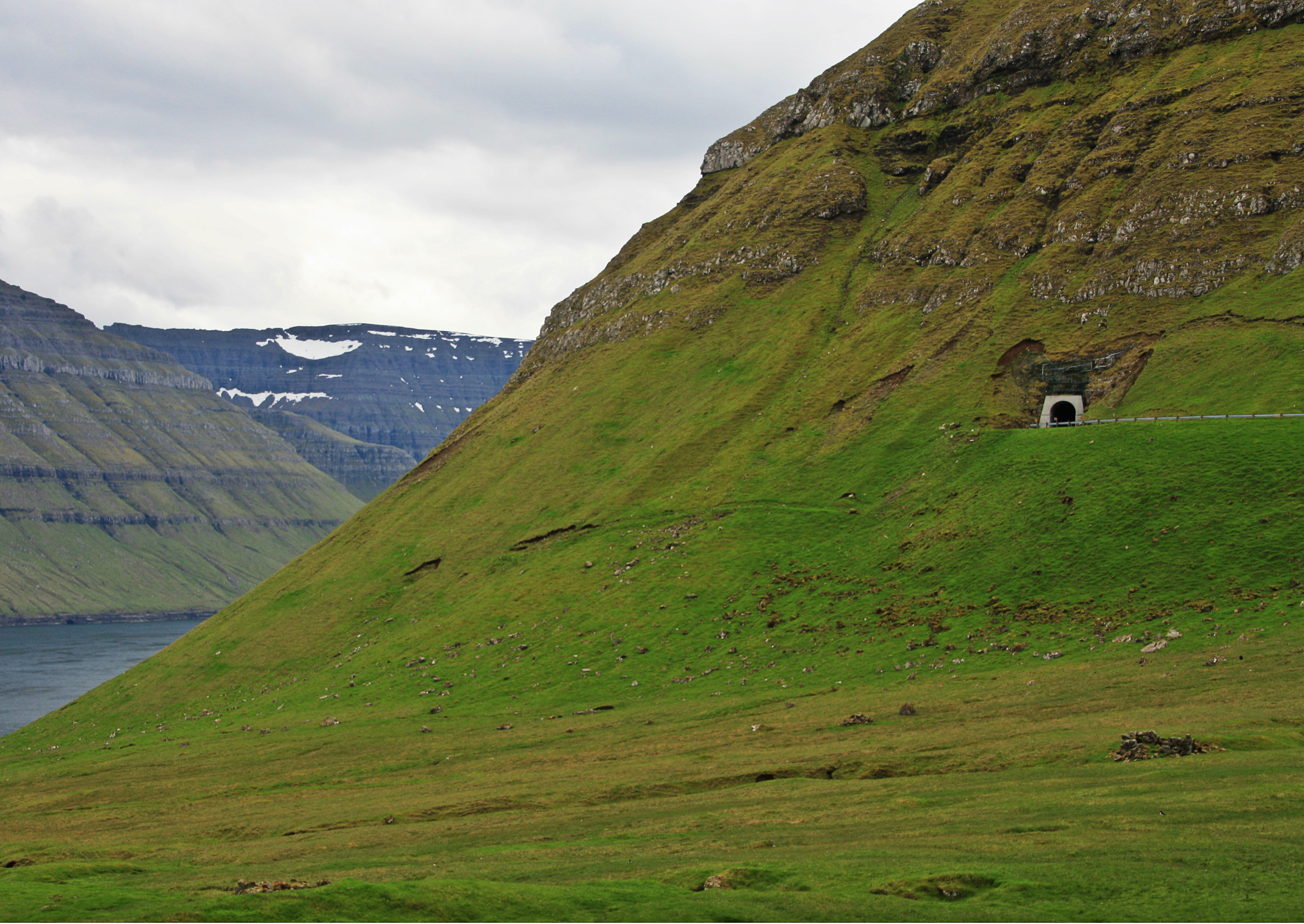

## Пам'ятки
- Коупаконан — монумент легендарній жінці-тюленю у селищі Мікладалур